# Ny Herred
Ny Herred (tysk Nieharde) er et herred i det nordøstlige Angel ved Flensborg Fjord.
Ny Herred hørte i middelalderen til Istedsyssel. Senere kom det under Flensborg Amt. Området ligger nu i kredsen Slesvig-Flensborg i delstaten Slesvig-Holsten (Sydslesvig). Ny Herred blev allerede nævnt i kong Valdemars Jordebog i 1231. Herredet omfattede sognene Sørup, Kværn, Sterup, Eskeris, Stenbjerg og Gelting samt Røst. Tingsted var i Tingskov, hvor sognene Kværn, Sterup og Sørup støder sammen. Herredsting holdtes senere i Kværn.
Halvøen Angel var i vikingetiden inddelt i fem herreder. Ny Herreds våbenbillede er en sølvfarvet månesegl samt sølvfarvet stjerne.
Navnet tyder på, at herredet er opstået efter naboherrederne. Måske er herredet oprettet, såsnart skovene, som i oldtiden bedækkede egnen, blev ryddet og landet befolket. Efter sagnet har i det mindste en del af herredet (Tolgaard i Stenbjerg Sogn ved Lepping Å) i ældre tider hørt til Strukstrup Herred.
I herredet ligger følgende sogne eller dele af sogne:
- omtrent 1/5 af Eskeris Sogn (omtrent 2/5 under Runtoft, Udmark, Brunsholm, Østergaard og Nisvraagaard godser, Kappel Herred)
- en del af Stenbjerg Sogn
- størstedelen af Sterup Sogn
- Sørup Sogn
- en del af Kværn Sogn